# Petit Palais (Genève)
Pour les articles homonymes, voir Petit Palais (homonymie).
Le Petit Palais de Genève, fondé en 1968 et fermé depuis 1998, est un musée privé abritant une collection d'œuvres d'art. 

## Historique
Oscar Ghez (1905-1998), industriel suisse d'origine juive tunisienne, fonde le musée dans un hôtel particulier pour y présenter ses collections d'art moderne (peintures, sculptures et dessins). Tous les grands courants de 1870 à 1930 y sont représentés, et particulièrement les peintres impressionnistes et ceux de l'École de Paris.
Après la mort du fondateur, le musée ferme en 1998. Son neveu administre l'institution de 2000 à 2005. Les œuvres font l'objet de prêts pour des expositions temporaires en Suisse et à l'étranger (sous l'étiquette: Les Amis du Petit Palais).

## Architecture
L'hôtel particulier, de style Second Empire, a été construit en 1862 par l'architecte genevois Samuel Darier. L'édifice, de deux étages, présente sa façade la plus ornée du côté de la vieille ville.
En 1967, le propriétaire entreprend de faire agrandir ce bâtiment, qui passe à six étages, dont trois en sous-sol. Les travaux d'excavation ont mis au jour l'ancien mur d'enceinte de la vieille ville. Aujourd'hui, cinq étages sont destinés aux expositions, le troisième sous-sol est une réserve d'œuvres.

## Collections
- Albert André (1869-1934): 
  -  La rue Saint-Férréol à Marseille ,1917.
  -  Le retour du marché , 1918[2].
- Charles Angrand (1854-1926) : La Seine à l'aube (La Brume), 1889 ; Portrait de la mère de l'artiste, 1885.
- André Bauchant (1873-1958) : deux œuvres.
- Maurice Barraud (1889-1954).
- Frédéric Bazille (1841-1870) : La Terrasse de Méric.
- Madeleine Berly-Vlaminck (1896-1953).
- Émile Bernard (1868-1941) : La plage de Cancale, 1866.
- Abel Bertram (1871-1954) : Nu allongé au bas noir
- Maria Blanchard (1881-1932) : Le Mal de dents, 1928 ; Maternité; L'Enfant au cerceau, 1916-1918 ; Composition cubiste, 1918.
- Camille Bombois (1883-1970) : Le Bois de Vincennes.
- Rodolphe-Théophile Bosshard (1889-1960) : Nu couché, 1952[3].
- Marie Bracquemond (1840-1916) : Sur la terrasse à Sèvres, 1880.
- Gustave Caillebotte (1848-1894 ) : Le Pont de l'Europe, 1876 ; Melon et Compotier de figues, 1882 ; Le Père Magloire sur la route entre Saint-Clair et Étretat, ou Monet à Étretat, 1884.
- Charles Camoin (1879-1965) : Tartanes dans le port de Saint-Tropez, 1921 ; Village au bord de la mer , 1905-1906 ; La Gitane, 1905.
- Paul Cézanne (1839-1906).
- Auguste Chabaud (1882-1955) : Au Salon, 1907 ; Le Moulin Rouge, la nuit,1907.
- Marc Chagall (1889-1986) : Ahasver, la figure légendaire du juif errant.
- Jacques Chapiro (1887-1972) : Paysage animé.
- Giorgio de Chirico (1888-1970).
- Jean-Baptiste Camille Corot (1796-1875).
- Henri Edmond Cross (1856-1910) : Les Excursionnistes, 1894.
- Béla Czóbel (1883-1976) : Route aux environs de Berlin.
- Hermine David (1886-1970) : Boulevard des Batignolles.
- Edgar Degas (1834-1917) : Nu assis de dos.
- Maurice Denis (1870-1943) : Plage au canot et à l'homme nu, 1924 ; Les Baigneurs à Perros-Guirec ; Composition, études pour “La Vocation”, 1891.
- Ferdinand Desnos (1901-1958) : La Procession au village ; Don Quichotte et Sancho Pança.
- André Derain (1880-1954) : La Clairière ou Le Déjeuner sur l'herbe.
- Roland Dubuc (1924-1998).
- Raoul Dufy (1877-1953) : Les Trois Marins, 1926 ; Le Marché à Marseille, 1903 ; Nu au tabouret, 1932.
- Giancarlo Dughetti (it)(1931–1986)
- Pierre Dumont (1884-1936).
- Georges d'Espagnat (1870-1950) : Le Printemps.
- Henri Fantin-Latour (1836-1904).
- André Favory (1888-1937) : Les Baigneuses.
- Aizik Feder (1886-1943), Le saltimbanque assis.
- Jean-Louis Forain (1852-1931) : Le Trottin de Paris, 1894.
- Tsugouharu Foujita (1886-1968) : Nu allongé au chat ; Lupanar à Montparnasse.
- Othon Friesz (1879-1949) : Le Pont Neuf.
- Paul Gauguin(1848-1903) : Pot décoré d'une tête de femme.
- Gen Paul (1895-1975).
- Wilhelm Gimmi (1886-1965).
- Paul Girol (1911-1988).
- Charles Giron (1850-1914).
- Albert Gleizes (1881-1953) : Nu assis, 1909 ; Composition.
- Édouard Goerg (1893-1969).
- Emmanuel Gondouin (1883-1934) : Composition cubiste.
- Friedrich Karl Gotsch (de) (1900-1984).
- Armand Guillaumin (1841-1927) : Neige à Ivry, 1895 ; Paysage d'Île-de-France, 1885 ; Neige fondante dans la Creuse, 1898.
- Louis Hayet (1864-1940).
- Jean-Jacques Henner (1829-1905).
- Max Jacob (1876-1944) : Au Cirque, 1912.
- Georges Kars (1882-1945) : Jeune Fille à la rose ; Nu au fauteuil.
- Michel Kikoïne (1892-1968): La Ruche sous la neige, 1913 ; Issy-les-Moulineaux, 1915.
- Moïse Kisling (1891-1953) : Kiki de Montparnasse au pull rouge, 1925 ; Nu assis ,Kiki de Montparnasse, 1927 ; Jean Cocteau, assis dans son atelier, 1916 ; Les Enfants de Jacques ; Portrait d'une jeune femme (Arletty), 1933 ; Autoportrait, 1940;  Marseille, l'hôtel de ville , 1944 ; Paysage de Provence.
- Pinchus Krémègne (1890-1981) : Femme assise dans le parc, 1914 ; Les petits Salés, 1915 ; Autoportrait, 1922.
- Georges Lacombe (1868-1916) : Les Âges de la vie, 1892.
- Mikhail Larionov (1881-1964) : Paysage imaginaire, 1908.
- Louis Latapie (1891-1972) : Le Trapéziste, 1920.
- Achille Laugé (1861-1944).
- Toulouse-Lautrec (1864-1901) : Jeune femme gantée.
- Louis Legrand (1863-1951).
- Tamara de Lempicka (1898-1980) : Les deux Amies, 1923.
- Marcel Leprin (1891-1933).
- André Lhote (1885-1962) : quatre œuvres dont Les Courtisanes , 1918.
- Gustave Loiseau (1865-1935 ) : Les Roches vertes, 1893.
- Maximilien Luce (1858-1941) : Bord de mer en Normandie (La Pointe du Toulinguet), 1893 ; Les Aciéries , 1895 ; L'Homme à sa toilette, 1886 ; La Rue des Abbesses ; Jeune Femme au bouquet de fleurs, 1890 ; Le Bain du bébé, 1895.
- Jean Lurçat (1892-1966) : Femme couchée.
- Emmanuel Mané-Katz (1894-1962) : Le Rabbin, 1960 ; Le Mariage ; Les Musiciens ambulants, 1927.
- Édouard Manet (1832-1883) : Portait de Berthe Morisot à la voilette, 1872.
- Henri Manguin (1874-1949) : La Baie de Villefranche, 1913 ; Nu dans un intérieur, 1905.
- Albert Marquet (1875-1947) : La Frette, 1935 ; Le Danube à Galatz, 1933.
- Henri Martin (1860-1943) : La Pergola ; La Fenaison.
- Henri Matisse (1869-1954).
- Jean Metzinger (1883-1956) : Le Sphinx, vers 1928 ; Nature morte; Paysage, 1913.
- Claude Monet (1840-1926).
- Henry Moret (1856-1913) : Neige à Doëlan, 1898.
- Jules Pascin (1885-1930) : Jeune femme assise ; La jeune Fille à la mantille, 1929.
- Jean Peské(1870-1949) : Paris sous la neige.
- Francis Picabia (1879-1953) : deux œuvres.
- Pablo Picasso (1881-1973 : L'Aubade.
- Jean Pougny (1892-1956) : Rue à Paris.
- Francisque Poulbot (1879-1946) : La Blanchisseuse.
- Jean Puy (1876-1960) : Nu au peignoir ; Le Peintre et son modèle sous l'ombrelle à Belle-Île, 1905.
- Alphonse Quizet (1885-1955) : Boulevard Sérurier à Belleville.
- Paul Ranson (1861-1909) : Paysage maritime, 1895.
- Auguste Renoir (1841-1919) : Les Poissons ; La Seine à Argenteuil, 1892 ; Nu debout ; Portrait de la poétesse Alice Vallière-Merzbach ; Gabrielle.
- Henri Rousseau (1844-1910).
- Ker-Xavier Roussel (1867-1944) : Le Parc, 1911.
- Paul Sérusier (1864-1927) : La Marchande d'étoffe, 1898 ; La Guirlande de rose, 1898.
- Paul Signac (1863-1935).
- Chaïm Soutine (1893 ou 1894-1943) : Le Veau écorché, 1923.
- Théophile Steinlen (1859-1923) : Le Chat ; 14 juillet 1895.
- Léopold Survage (1879-1968) : La Ville, 1919.
- Nicolas Tarkhoff (1871-1930) : 81 œuvres.
- Henri de Toulouse-Lautrec (1864-1901).
- Maurice Utrillo (1883-1955) : Vu de Montmartre le 14 juillet ; Notre-Dame de Paris, 1917.
- André Utter : Suzanne Valadon se coiffant, 1913.
- Suzanne Valadon (1865-1938) : Nu au canapé rouge, 1920 ; La Tireuse de cartes, 1912 ; Après le bain, 1908 ; Le Vieil olivier, 1922.
- Félix Vallotton (1865-1925) : La Source, 1897 ; Le Vieil olivier, 1922 ; Portrait de Thadée Natanson, 1897.
- Louis Valtat (1869-1952) : Les Porteuses d'eau, 1897 ; Madame Doubrère et son fils, 1900 ; Folies Wagram, vers 1928 ; Paysage d'Agay ; Les Écaillères d'huîtres, 1896 ; L'Omnibus Madeleine-Bastille, vers 1895 ; Portrait de femme au chapeau, 1895 ; Chez Maxim's, 1895.
- Henry van de Velde (1863-1957) : La Faneuse, 1891.
- Kees Van Dongen (1877-1968) : Plage à Deauville ; Le vieux Clown, 1906 ; Portrait de Kahnweiller, 1907.
- Théo van Rysselberghe (1862-1926) : Portrait de la violoniste Irma Sèthe, 1894, Mme H. van de Velde et ses trois filles ; Dame aux tulipes ; Nu au repos, 1914.
- Maurice de Vlaminck (1876-1958).
- Marie Vorobieff dite Marevna (1892-1984) : Portrait de Chaïm Soutine, vers 1916 ; Hommage aux amis de Montparnasse.
- Édouard Vuillard (1868-1940).
- Adolphe Léon Willette (1857-1926), Cortège nocturne, 1884.
- Ossip Zadkine (1890-1967).

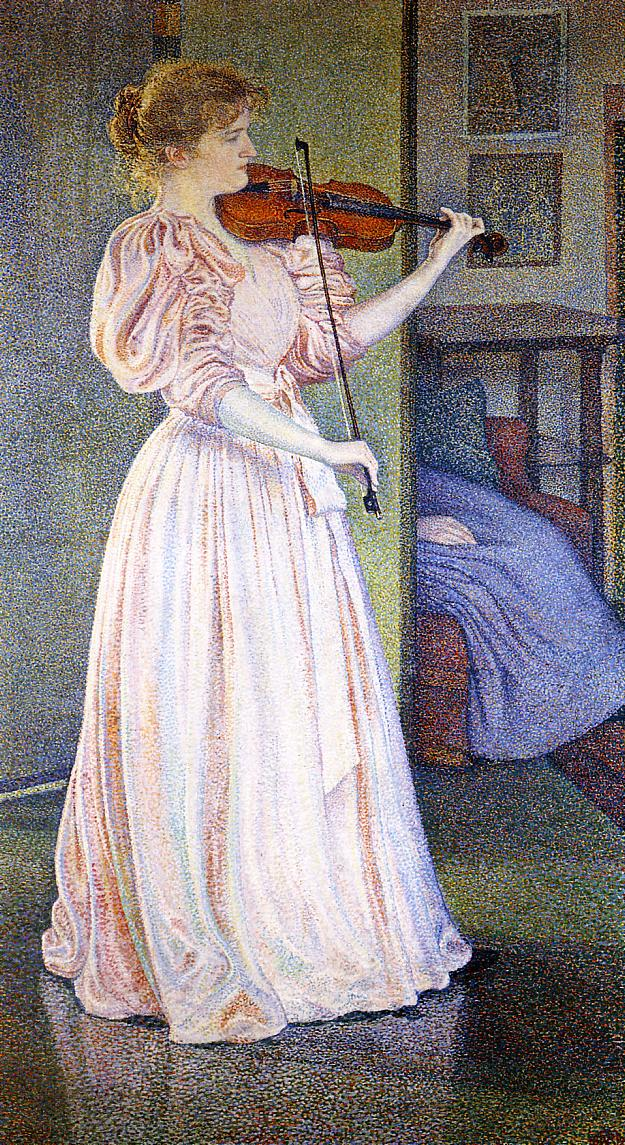
'Portrait d'Irma Sèthe (1894) Théo Van Rysselberghe.
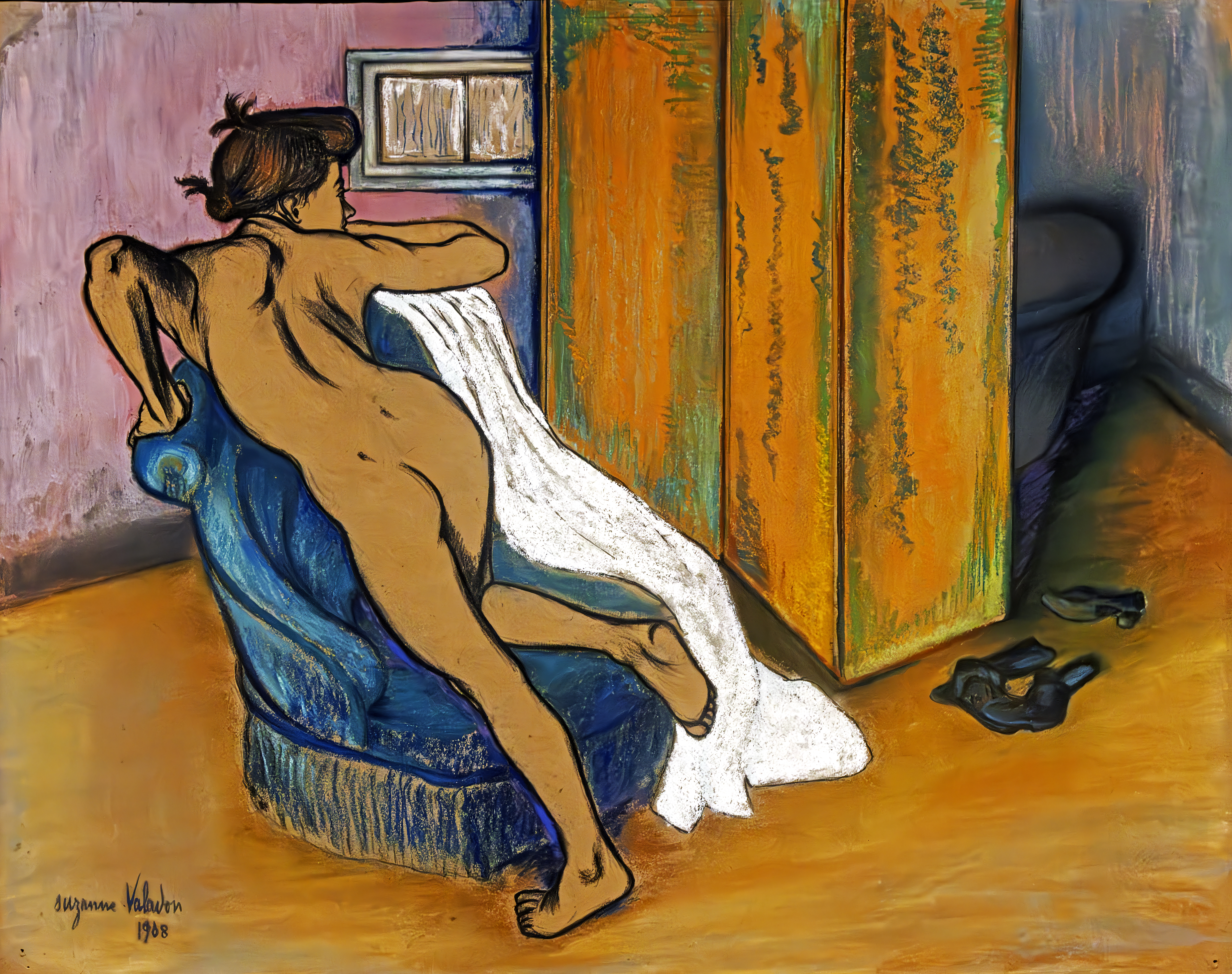
Après le bain (1908) Suzanne Valadon.
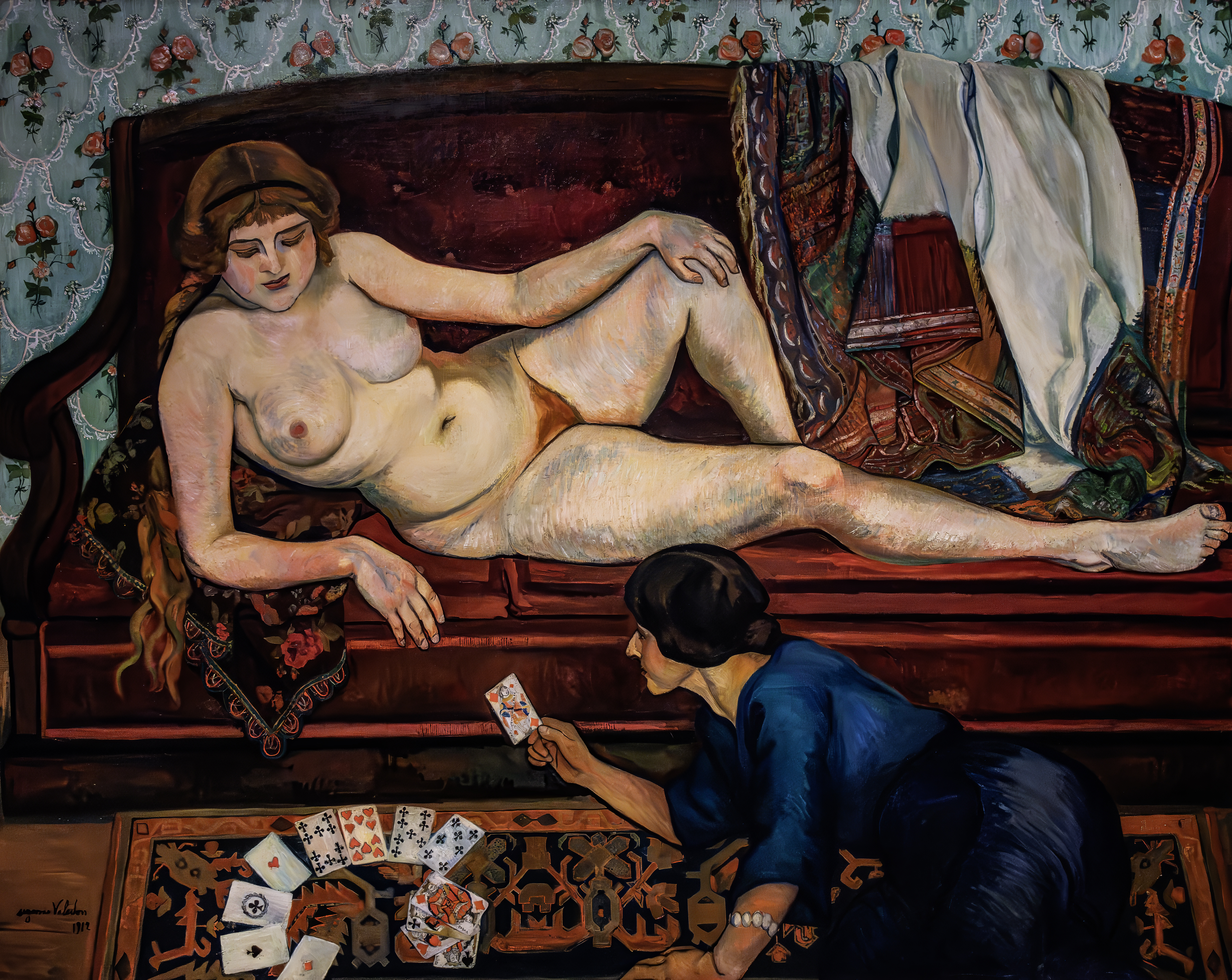
L'avenir révélé ou la diseuse de bonne aventure (1912) Suzanne Valadon.
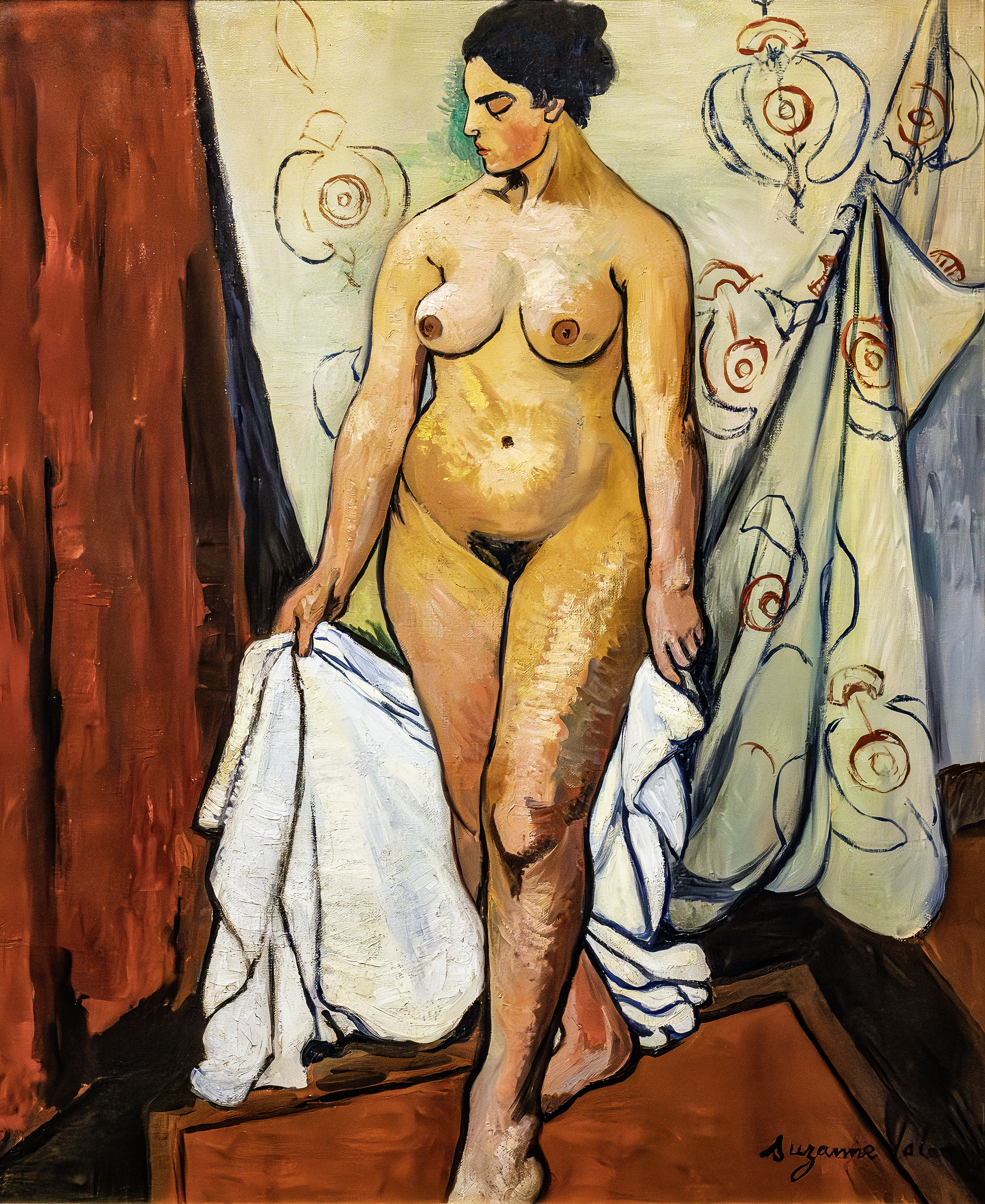
Femme nue en draperie(1919), huile sur toile, Suzanne Valadon.
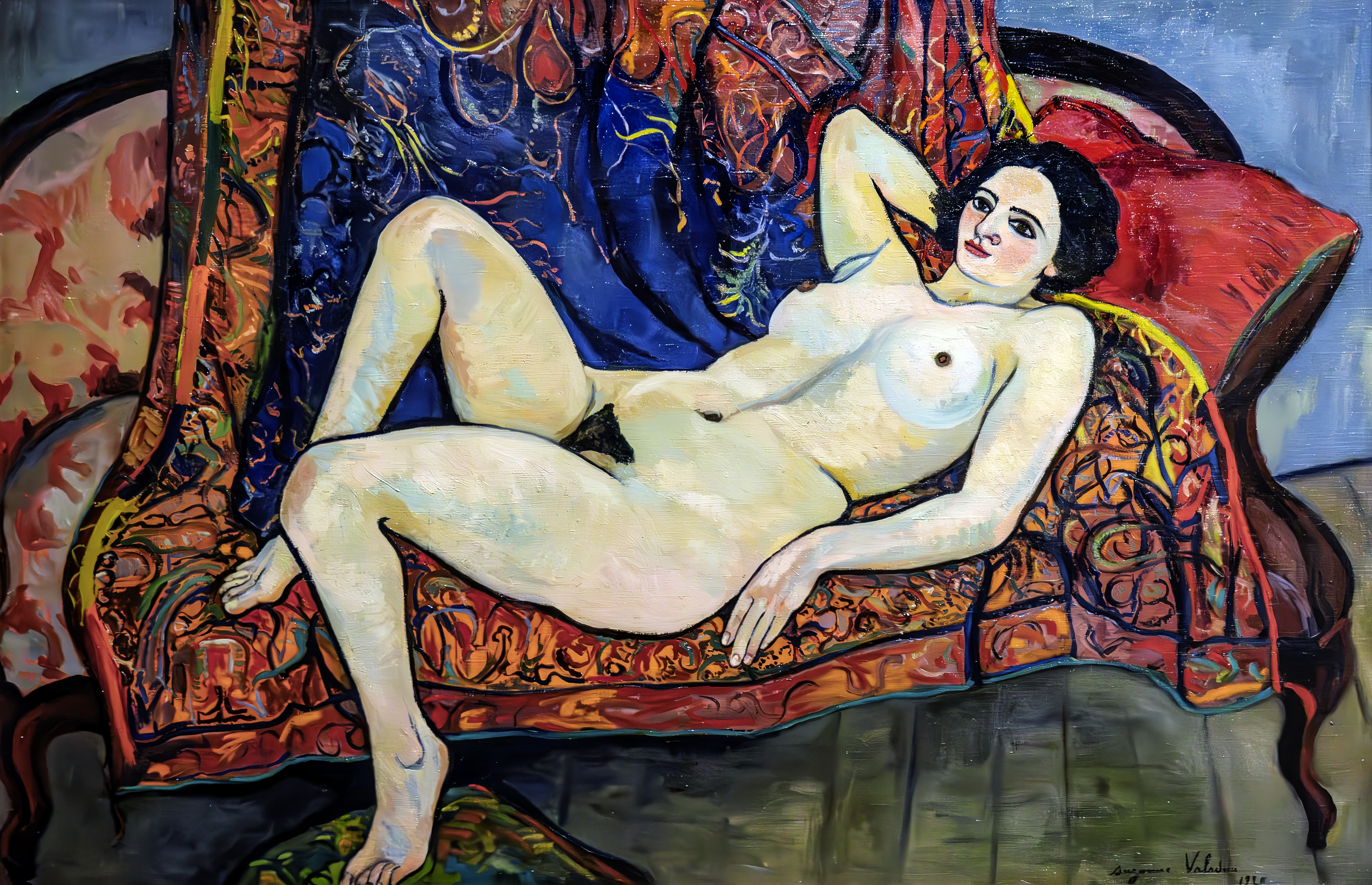
Nue sur un canapé rouge (1920) Suzanne Valadon.

## Expositions
- 1965 : Peintres de Montmartre et de Montparnasse.
- 1973 : L'École de Paris et la Belle Époque de Montparnasse.
- 1974-1975 : Centenaire de l’Impressionnisme et Hommage à Guillaumin.
- Du 25 février 1975 au 25 février 1976 : Cinq peintres naïfs français.
- 1977 : Gustave Moreau et le symbolisme.
- 1978 : La Belle Époque de Montparnasse.
- De décembre 1979 à février 1980 : Peintres Suisses du XXe siècle.
- 1983 : Trésors du Petit Palais de Genève.
- 1986 : La femme, corps et âme.
- 1990: Le chat et ses amis de Steinlen à Foujita.
- Du 27 novembre 1990 au 20 mars 1991 : Le Douanier Rousseau et les peintres primitifs du XXe siècle.
- 1992 : Valtat et les Fauves.
- 1993 : Nabis et peintres de Pont-Aven.
- 1994 : Kikoïne.
- 1995 : Les Heures chaudes de Montparnasse.
- 1996 : Le Pointillisme.
- Du 6 mars au 15 juin 1997 : Le Douanier Rousseau et les peintres naïfs français.
- 1998 : Aux sources de l'art Moderne, nouveau regard sur la collection.
- Du 23 avril au 24 octobre 1999 : Au fil de l'eau, de Monet à Marquet.

## Directeurs
- 2000-2005 : Roland Ghez, neveu du fondateur[4]
- 2005-2008 : Gilles Genty[5],[6]
- depuis 2008 : Claude Ghez, fils du fondateur[4]

## Publications
- Kikoïne, bibliographie illustrée, Éditions du Musée du Petit Palais, n°4, 1993.
- Centenaire de l'Impressionnisme et Hommage à Guillaumin, Genève, Éditions du Musée du Petit Palais, n°28, 1974-1975.
- Gustave Moreau et le symbolisme, Genève, éditions du Musée du Petit Palais, n°44, 1977.
- 629 œuvres, de Renoir à Picasso, Genève, éditions du Musée du Petit Palais, n°558, 1981.